# Deset plemena
Desdet plemena je redovna epizoda strip serijala Marti Misterije premijerno objavljena u Srbiji u svesci #72. u izdanju Veselog četvrtka. Sveska je objavljena 8.8.2024. Koštala je 590 din (5 €; 5,5 $). Imala je 162 strane.

## Originalna epizoda
Originalna epizoda pod nazivom Le dieci tribu objavljena je premijerno u #350. regularne edicije Marti Misterije koja je u Italiji u izdanju Bonelija izašla 11.4.2017. Epizodu je nacrtao Fabio Grimaldi, a scenario si napisali Alfrdo Kasteli i Enriko Loti. Naslovnu stranu nacrtao Đankarlo Alesandrini. Koštala je 6,3 €.

## Kratak sadržaj
Prolog 1. Jerusalim, 701. godine pre Hrista, drevni Izrael. Prvo-sveštenik i njegov šegrt ulaze u prostoriju sa blagom kralja Jezekije, vladara Judeje. Šegrt pokazuje šestostranu prizmu savršenog oblika na kojoj se pojavljuje čudan tekst koji je teško dešifrovati. Prvo-sveštenik dešifruje  tekst i otkriva da u njemu piše kako će Asirci napasti Izrael. Kada je izašao iz prostorije, jedan vojnik mu saopštava da je napad upravo počeo. Na osnovu toga, sveštenik zaključuje da je pročitao proročanstvo.
Prolog 2. Svemirski brod sa vanzemaljcima nalazi se u Sunčevom sistemu. Dva vanzemaljca u razgovoru zaključuju da je jedan deo njihove tehnologije ostao na planeti Zemlji i da ga stanovnici Zemlje mogu zloupotrebiti ako dođu u njegov posed.
Prolog 3. Tokom američke okupacije Iraka, 20. marta 2003. godine, kada grupa razbojnika upada u Nacionalni muzej u Bagdadu i uzima razne predmete. Među kojima je šestostrana prizma. Jedan od razbojnika predaje ovu prizmu jednom čoveku u Jordanu 13. aprila za novac. Međutim, čovek koji je platio za prizmu zaključuje da je ona lažna.
Radnja. Mart 2017. godine, osoba odlazi u Universal Pawn Shop i razgovara sa vlasnikom o kupovini starih, nepotrebnih predmeta. Nekoliko dana kasnije, vlasnik radnje dolazi kod Martija Misterije i prijavljuje da je njegov magacin opljačkan i da je čuvar magacina ubijen. Iz magacina je ukradena šestostrana prizma, čije kopije vlasnik ima, ali na jednoj od njih se pojavljuju vesti iz budućnosti da će vlasnik radnje biti ubijen. Nepoznati čovek ga zaista ubija kada vlasnik izađe iz Martijevog stana. Marti počinje da istražuje tajanstvenu prizmu dok nepoznata osoba, nakon detaljnog istraživanja, zaključuje da je vlasnik radne kod njega ostavio prizmu. Misteriozni čovek koji prati Martija kako bi mu uzeo piramidu je zapravo Džon Kasaki, koji radi u marketing odeljenju velike korporacije. Njegov cilj je da dobije piramidu kako bi mogao da predviđa buduće reakcije potrošača na proizvode koje proizvodi njegova korporacija. Na kraju uspeva da pronađe Martija, ali pre nego što mu uzme piramidu, strada u saobraćajnoj nesreći.

## Prethodna i naredna epizoda
Prethodna sveska Marti Misterije u ovoj ediciji nosila je naziv Zeleni čovek (#71), a naredna Signal u 3.12 (#73).
Pogledati još: Spisak epizoda (Marti Misterije)